# 稲村幸次郎
稲村 幸次郎（いなむら こうじろう、1885年〈明治18年〉 - 1960年〈昭和35年〉）は、武術家・剣道家。一心流柔術の開祖。
剣術は、根岸信五郎より神道無念流を、一条宗直より小野派一刀流を学んで、それぞれ皆伝を得た。柔術は、安達元治より神橋浮橋流を学び、自らの工夫を加えて一心流を開いた。
北海道函館市に移住し、道場「修身館」を開いて剣道を指導した。「段位称号無用」という信念を貫き、生涯無位無段であった。同じ根岸門下であった中山博道とは、中山の死まで交流が続いた。
「段位称号無用」という信念から無位無段であったため無名に近かった稲村が知られるようになったきっかけは、修身館で行われた鶴田三雄との試合に勝ったことである。鶴田は天覧試合の指定剣士にも選ばれるほどの実力者であったが、稲村の竹刀に触れることすらできずに道場の隅に追い込まれて負けた。試合後、鶴田は「初めて名人と呼ぶにふさわしい方にお会いできた」と語ったという。